# 고마리
고마리는 마디풀과에 딸린 한해살이풀이다. 한국 원산이며 중국·일본·러시아 극동부에도 서식한다. 메밀 비슷한 열매가 맺는데, 그것으로 수제비 비슷한 음식을 만들어 먹기 위해 구황식물로 재배되었던 적도 있으나, 지금은 잡초이다.

## 생태
물가에서 무리를 지어 자라며 키는 60~100 센티미터에 이른다. 줄기는 모가 지며 털이 없고, 아래로 난 가시가 있다. 잎은 어긋나고 길이 4~10 센티미터, 너비 3~7 센티미터로 밑 양쪽이 옆으로 벋고, 잎몸은 앞으로 길쭉하고 끝이 뾰족하다. 꽃은 8~9월에 가지 끝에 여러 개가 빽빽하게 모여 피는데 붉은빛이 나는 것과 흰빛이 나는 것이 있다. 자신의 꽃가루로 가루받이를 하는 폐쇄화도 땅속에 피운다.
열매는 수과로 세모진다.

## 사진

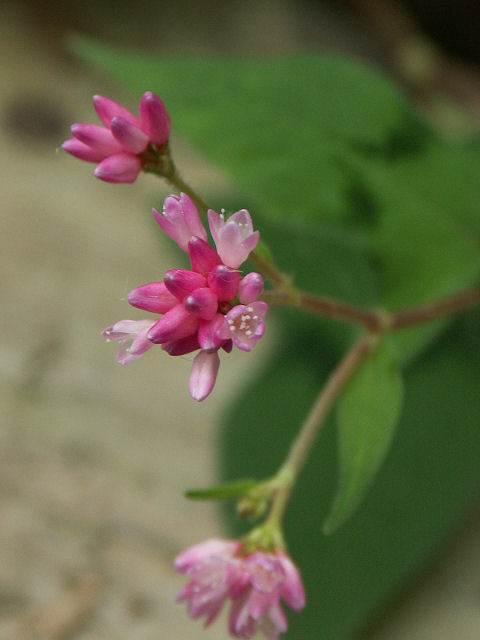
붉은 꽃
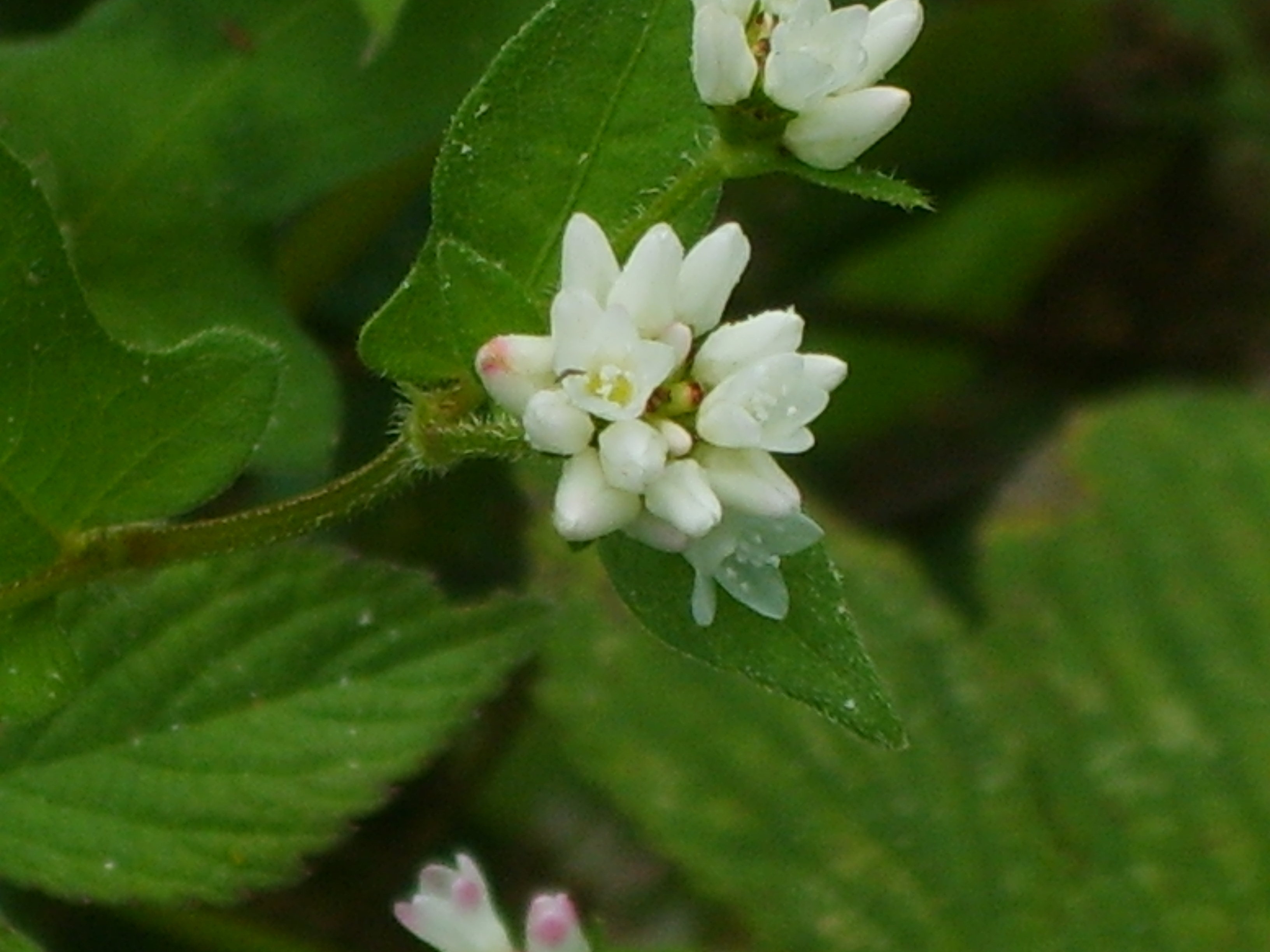
흰 꽃
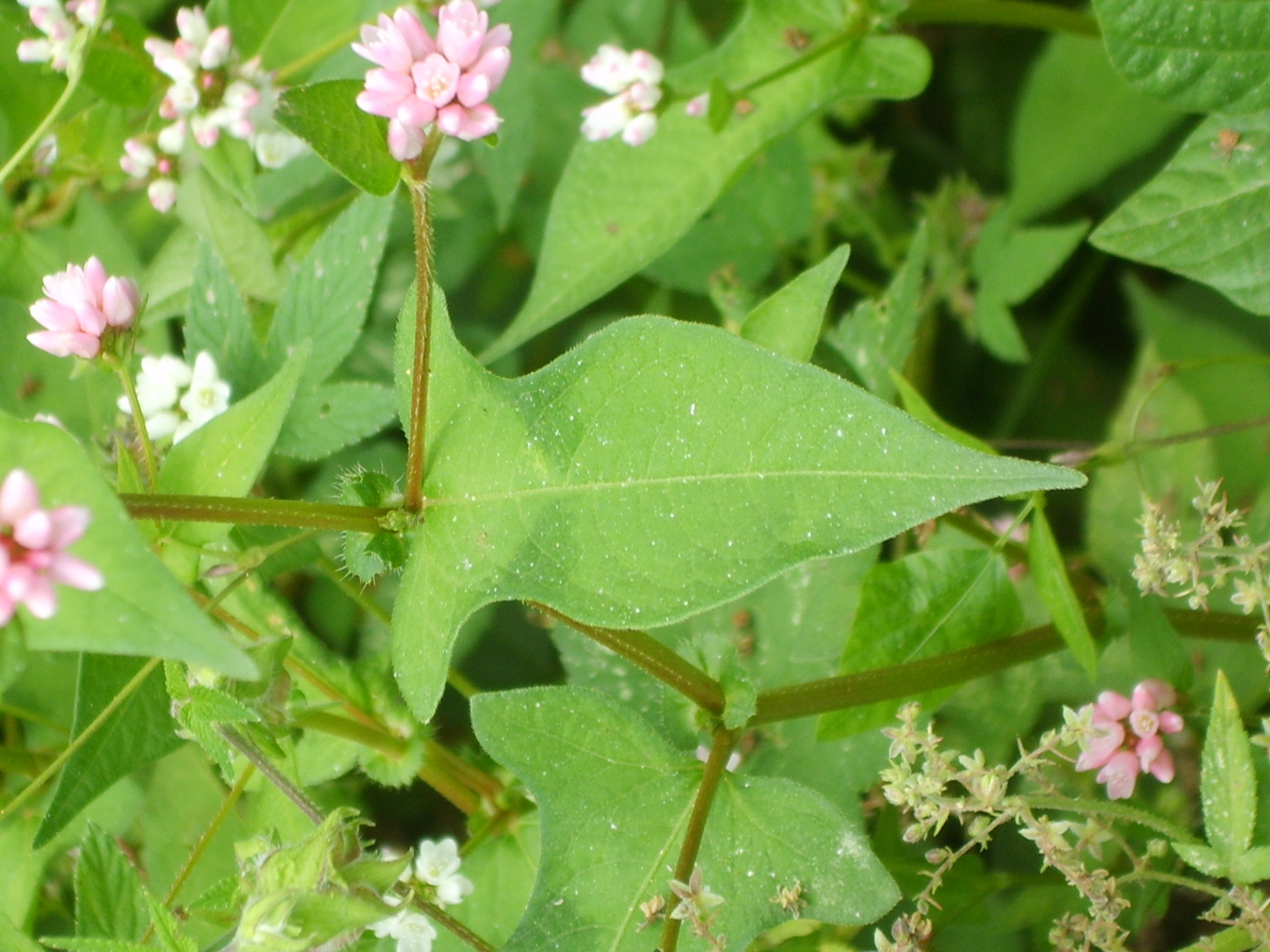
잎

## 참고 문헌
- 고경식; 김윤식 (1988). 《원색한국식물도감》. 아카데미서적.